# شاتوبریان (خوراک)
شَتوبریان (انگلیسی: Chateaubriand) برش گوشت پشت‌مازه از گوشت گاواست که با سس برنیز سرو می شود.